# Pålægschokolade

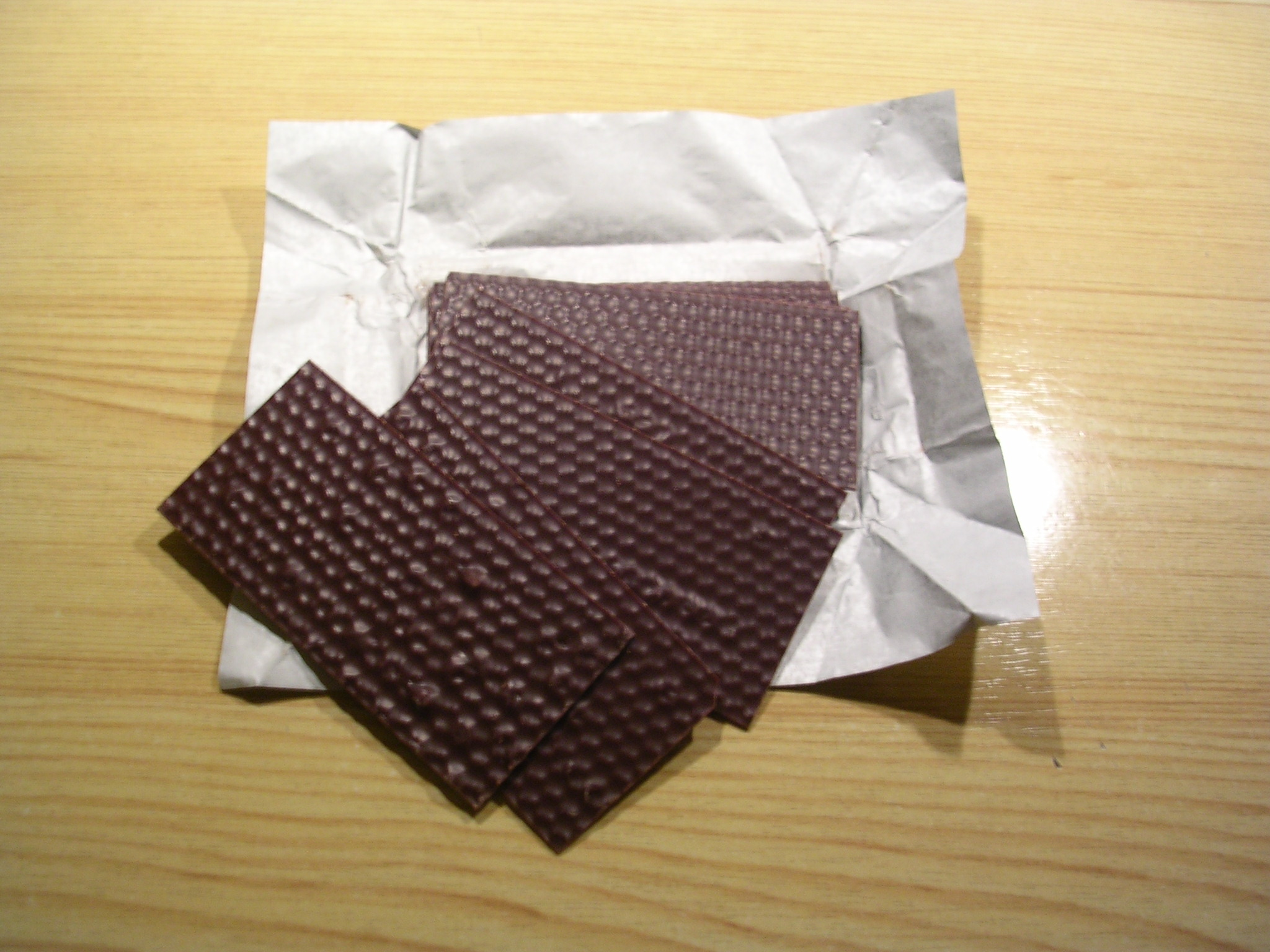
Pålægschokolade de Toms.

Se llama pålægschokolade a láminas finas de chocolate (o vekao) que se usan como cobertura (en danés pålæg) sobre pan, como el rugbrød o el pan blanco.
Está disponible tanto de chocolate negro como de chocolate con leche, siendo esta versión más común (el productor danés Toms vende un 70% con leche y un 30% negro).
El pålægschokolade se encuentra principalmente en Dinamarca. En la mayoría de países, Nutella y otras cremas de cacao son más populares.

## Productores depålægschokolade
- Toms
- Galle & Jessen
- Carletti

- Datos: Q4992035
- Multimedia: Pålægschokolade / Q4992035